# New Holland (Royaume-Uni)
New Holland est une paroisse civile et un village du Lincolnshire, en Angleterre.